# Abtwil SG
| SG ist das Kürzel für den Kanton St. Gallen in der Schweiz. Es wird verwendet, um Verwechslungen mit anderen Einträgen des Namens Abtwil zu vermeiden. |

Abtwil ist eine Schweizer Ortschaft im Kanton St. Gallen. Sie gehört zur politischen Gemeinde Gaiserwald, zu der auch Engelburg und Sankt Josefen zählen.

## Geschichte

Historisches Luftbild aus 400 m von Walter Mittelholzer von 1923

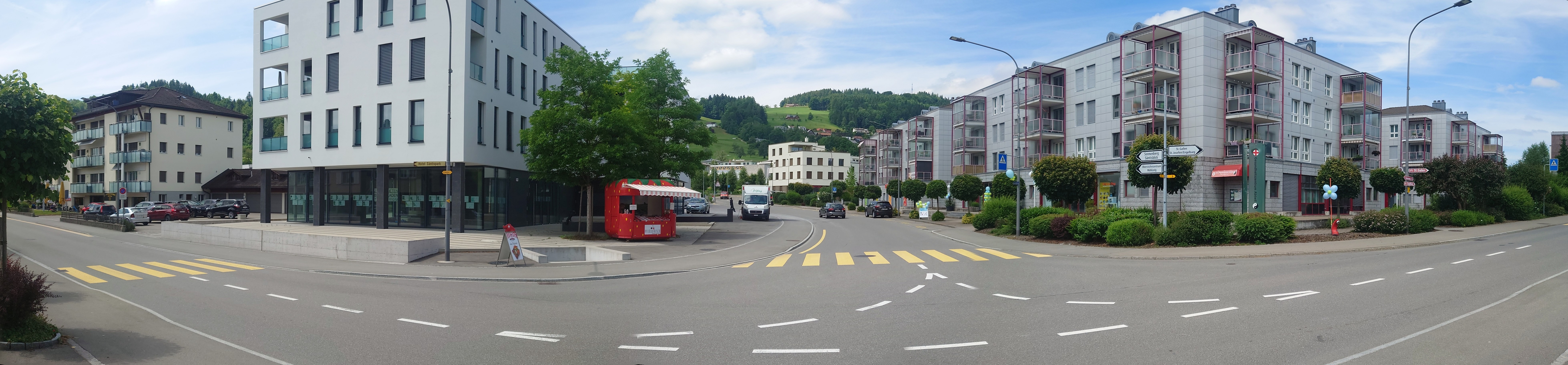
Dorfzentrum von Abtwil – Hauptstrasse und Sonnenbergstrasse

Die erstmalige Erwähnung des Ortes Appiwilla soll Anfang des 13. Jahrhunderts erfolgt sein. Sie ist allerdings erst in einer Urkundenabschrift des 18. Jahrhunderts belegt, die sich auf ein verschollenes Original aus dem Jahr 1200 bezieht. Authentische Belege sind vorhanden für 1303 (Abwille), 1308 (Apwille) und 1357 (Appwille).
Die ursprünglich bäuerliche Dorfschaft entwickelte sich im Laufe des 19. Jahrhunderts durch Handwerk und Industrie (Leinwand- und Baumwollfabrikation, Stickerei). Durch Zuzug nahm die Bevölkerung in den letzten Jahrzehnten deutlich zu.
Abtwil hatte am 1. Juni 2022 6263 Einwohner. Es besteht aus dem alten, weitgehend zerstörten Dorfkern und der Einfamilienhaussiedlung am Sonnenberg sowie einem Industriegebiet. Neben zwei Primarschulen und einem Oberstufenzentrum sind auch ein Feuerwehrhaus und ein Polizeiposten vorhanden. Abtwil ist über die Landesgrenzen hinaus ein beliebter Einkaufsort mit Erlebnishallenbad und Kino sowie zahlreichen Sporteinrichtungen.

## Bevölkerung
| Jahr      | 1818    | 1900    | 1970 | 1990 |
| Einwohner | ca. 300 | ca. 400 | 2403 | 4367 |

## Sehenswürdigkeiten
- Die Pfarrkirche St. Joseph gehört zu den herausragenden Beispielen des Historismus in der Ostschweiz. Sie wurde 1903 bis 1905 nach Plänen von August Hardegger, der um 1900 einer der meist beschäftigten Schweizer Architekten war, im neogotischen Stil errichtet und am 30. Oktober 1905 durch den St. Galler Bischof Augustinus Egger geweiht.
  - Die neogotische Ausstattung (Altäre mit Gemälden und Statuen, Kanzel, Kreuzwegstationen) wurde durch den Architekten Joseph Elsner entworfen und aus seiner Werkstatt für Kirchliche Kunst in München geliefert.
  - Die Dekorationsmalerei im Chor und Kirchenschiff schuf Kunstmaler Karl Glauner aus Wil.
  - Die Farbverglasung lieferte das Atelier von Georg Röttinger aus Zürich.
- Das neben der Kirche stehende Pfarrhaus wurde ebenfalls nach Plänen von August Hardegger 1903 bis 1905 im Neorenaissance-Stil errichtet.

## Öffentlicher Verkehr
Abtwil wird vom öffentlichen Verkehr durch die Linien 3, 4 und 12 und den Nachtbus N3 der VBSG und die Linie 158 des Regiobus erschlossen.

## Freizeit
- Seit 2009 finden jedes zweite Jahr die Appowila-Highlandgames statt.
- Viele Sportaktivitäten sind in Abtwil möglich, wie zum Beispiel im Säntispark, oder auf den Sportplätzen Spiserwis. Der Säntispark hatte im Jahr 2013 928'000 Besucher und ist im Besitz der Genossenschaft Migros Ostschweiz.[3]

## Persönlichkeiten
- Gabriel Anwander (* 1956), Landwirt und Krimiautor